# ローソン沖縄
株式会社ローソン沖縄（ローソンおきなわ）は、沖縄県内でコンビニエンスストア事業を行う企業である。
2009年10月に株式会社ローソン（以下、ローソン）の完全子会社として設立されたのち、同年12月をもってローソン沖縄の発行済株式総数の51%が株式会社サンエー（以下、サンエー）に譲渡され、現在はローソンとサンエーの2社による合弁会社となっている。

## 概要
ローソンの沖縄県におけるコンビニエンスストア事業は、1997年7月18日に開店した20店舗が始まりである。当時すでにファミリーマートが93店舗、ホットスパー（後のココストア、現在はファミリーマートに統合、以下同じ）が104店舗あり、ローソンはこれらにやや遅れる形での進出となった。その後新規店舗を増やし、店舗数では県内2位（1位はファミリーマート）となっていたホットスパーを抜くなど事業を拡大したが、他県とは食生活、生活催事、気候などの面において大きく異なることから、地域に密着した事業を行うことが求められた。前述のファミリーマートは地元大手企業のリウボウグループの子会社である株式会社沖縄ファミリーマートにより、またホットスパーは沖縄進出時は沖縄スパー本部株式会社として本体とは別会社にて事業を行うなど地元密着型にて営業を開始したが、ローソンはローソン九州支社沖縄支店という支店での位置付けに留まった。
そのため、沖縄進出10年後の2007年より県内でスーパーマーケット事業などを行う地元大手企業であるサンエーとの業務提携を視野に入れ、両社にて協議を開始。2年間の協議の後、2009年1月21日に業務提供を行うことが決定し、同時に合弁会社設立の協議が開始された。この協議は同年9月28日に合弁契約を締結する形でまとまり、それによりローソンより沖縄県でのコンビニエンスストア事業の会社分割を行い、さらにローソンとサンエーとの合弁会社の設立が決定した。そして、同年10月9日にローソンの100%子会社である株式会社ローソン沖縄として設立された。その後、同年12月1日をもって株式の51%がサンエーに譲渡され、ローソンとサンエーの2社による合弁会社となった。

## 沿革
- 1997年7月18日 - ローソン、沖縄県に進出。
- 2009年
  - 1月21日 - サンエーと業務提携を行い、沖縄県でのローソンのコンビニエンスストア事業を行う合弁会社の設立を発表。
  - 5月26日 - サンエーで販売されていた弁当を県内ローソンにて販売開始。業務提携以来の初の共同企画[5]。
  - 9月28日 - ローソンより沖縄県でのコンビニエンスストア事業の会社分割が決定し、さらにローソンとサンエーとの間に合弁契約締結。
  - 10月9日 - 株式会社ローソン沖縄（以下、ローソン沖縄）設立。
  - 12月1日 - ローソンが沖縄県内におけるコンビニエンスストア事業を会社分割（吸収分割）によりローソン沖縄に承継させ、さらに発行済株式総数の51%をローソンからサンエーに譲渡。